# Ein Fall für zwei: Fuchsjagd
Fuchsjagd ist der Titel der zweiten Episode der Krimiserie Ein Fall für zwei mit Günter Strack und Claus Theo Gärtner in den Hauptrollen.
Erstmals arbeiten die beiden Hauptcharaktere in ihren Funktionen als Rechtsanwalt beziehungsweise Privatdetektiv in der Konstellation, die für den weiteren Verlauf der Serie charakteristisch ist, wenn auch eine unmittelbar abgestimmte Zusammenarbeit zwischen den beiden in dieser Episode noch nicht erfolgt.

## Handlung
Der ehemals erfolgreiche Vielseitigkeitsreiter Claus Brinkstedt sucht Dr. Dieter Renz in dessen Kanzlei auf und bittet ihn, für ihn die Scheidung von seiner Ehefrau Charlotte einzureichen, da er mit seiner Tochter Angela nach Andalusien auswandern möchte. Renz lehnt dies ab, da er mit dem Ehepaar befreundet ist. Er informiert die Ehefrau, die nicht mit einer Scheidung einverstanden ist.
Im Rahmen einer Fuchsjagd, an der er gegen Honorar teilnimmt, stürzt Claus Brinkstedt zu Tode. Der Privatdetektiv Josef Matula wird daraufhin vom Versicherer Dr. Rasch gebeten, die Hintergründe dieses Unglücks zu untersuchen. Dr. Rasch vermutet, dass Brinkstedt sich absichtlich umgebracht habe, um seiner Familie die Auszahlung seiner kürzlich abgeschlossenen Lebensversicherung zu ermöglichen. Da dies nur im Falle eines Unfalls geschieht, habe Brinkstedt einen solchen inszeniert. Gegenüber Renz verheimlicht Matula seinen Auftrag. Renz erfährt von Charlotte Brinkstedt, dass sie verschuldet ist.
Zwar findet Matula keine überzeugenden Beweise für einen Selbstmord Brinkstedts. Dennoch verzögert die Versicherung die Auszahlung der Lebensversicherung, worüber sich Charlotte Brinkstedt bei Dr. Renz beklagt. Sie hält seinen Tod für einen Unfall und erwähnt, dass er eine Tätigkeit als Kaskadeur anstrebte, um nach dem Abschluss seiner Karriere als Sportler wieder ein einigermaßen geregeltes Einkommen zu erzielen. Matula erfährt Ähnliches von Angela Brinkstedt und sucht daraufhin Gigi Dinica auf, von dem sich Claus Brinkstedt einige Pferde-Stunts hatte beibringen lassen. Widerwillig verrät ihm Dinica, wie man mit Hilfe von Stromschlägen Pferde zum Stürzen bringen kann. 
Dr. Rasch nimmt an, dass sich Claus Brinkstedt dieses Tricks bedient habe, um seinen Selbstmord zu inszenieren, und informiert Charlotte und Renz diesbezüglich. Matula wird hinzugezogen und präsentiert entsprechend präpariertes Zaumzeug. Er vermutet allerdings, dass Charlotte ihren Mann zum Sturz gebracht habe, indem sie die Stromschläge mittels einer Fernbedienung auslöste, was sie schließlich gegenüber Dr. Renz zugibt.

## Hintergrund
Die Folge wurde im Rhein-Main-Gebiet gedreht. Die Kulisse der Kanzlei von Dr. Renz befand sich im Hotel InterContinental Frankfurt.